# Fotbollsgalan
Die Fotbollsgalan ist eine vom Svenska Fotbollförbundet veranstaltete, seit 1995 jährlich im November stattfindende Veranstaltung zum Abschluss der Fußballsaison in Schweden. Im Rahmen der Veranstaltung werden insbesondere ausgewählte Fußballspieler für ihre Leistungen geehrt. Die Fotbollsgalan wird live im Fernsehen übertragen.

## Auszeichnungen

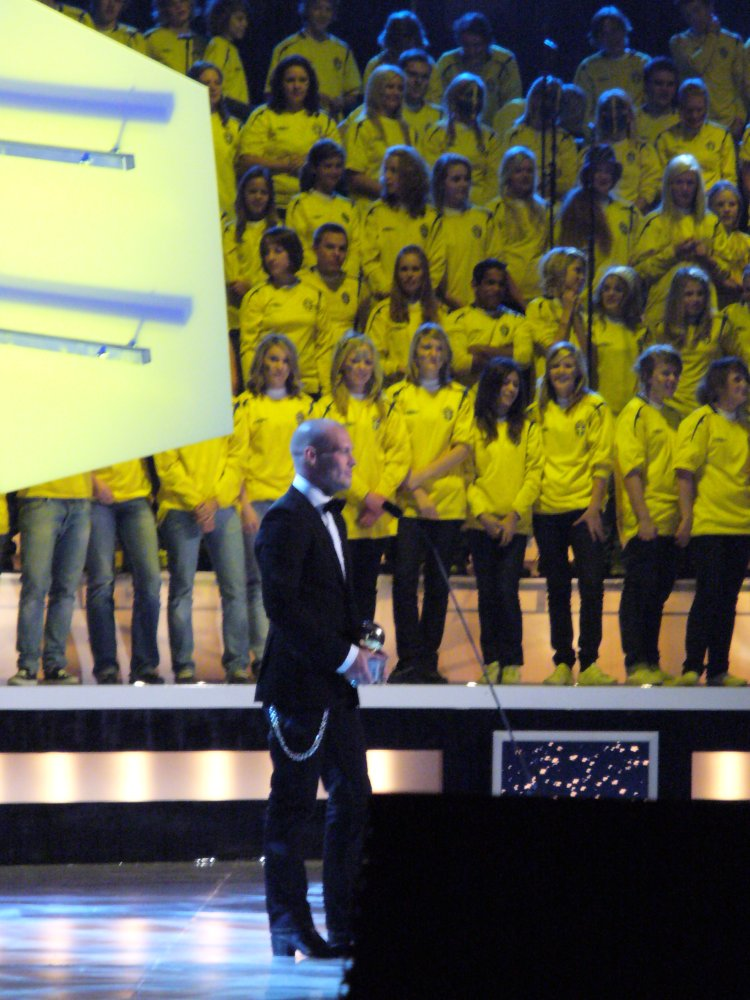
Freddie Ljungberg bei der Verleihung des Guldbollen im Rahmen der Fotbollsgalan 2006

Die bedeutendsten Auszeichnungen, die im Rahmen der Fotbollsgalan überreicht werden, sind der vom Svenska Fotbollförbundet und der Zeitung Aftonbladet vergebene Guldbollen für den besten Fußballspieler des Jahres sowie der vom Verband und der Zeitung Sydsvenskan vergebene Diamantbollen für die beste Fußballspielerin des Jahres.
Weitere Auszeichnungen werden für die besten Neulinge in der Allsvenskan respektive der Damallsvenskan vergeben. Zudem werden die besten Spieler auf einzelnen Spielpositionen ausgezeichnet, hierzu werden im Vorfeld jeweils fünf Sportler nominiert. Des Weiteren gibt es Fair-Play-Preise für die einzelnen Profiligen sowie Auszeichnungen für den besten Schiedsrichter.
TV4 überreicht im Rahmen der Veranstaltung die Auszeichnung für das Tor des Jahres aus, die ebenfalls zum Mediengruppe des Senders gehörende Internetseite Fotbollskanalen.se lobt einen Ehrenpreis aus.
Aufgrund der COVID-19-Pandemie und den damit verbundenen Unsicherheiten sagte der schwedische Verband Ende März 2020 die für den November des Jahres geplante Veranstaltung ab. Stattdessen wurden die Preisträger im Rahmen von zwei einstündigen Fernsehsendungen am 24. November 2020 verkündet, die auch einen Rückblick auf das vergangene Fußballjahr warfen.